# Valentin Dinescu
Valentin Dinescu (n. 25 decembrie 1955 – d. 12 ianuarie 2008, Borșa) a fost un senator român în legislaturile 2000-2004 și 2004-2008 ales în județul Timiș pe listele partidului PRM. După decesul său, Valentin Dinescu a fost înlocuit de senatorul Ioan Nasleu.
În legislatura 2000-2004, Valentin Dinescu a fost membru în grupurile parlamentare de prietenie cu Republica Venezuela și Republica Islamică Pakistan. Valentin Dinescu a inițiat 7 propuneri legislative din care 4 au fost promovate lege. Valentin Dinescu a fost membru în comisia pentru cercetarea abuzurilor, combaterea corupției și petiții precum și în comisia pentru agricultură, silvicultură și dezvoltare rurală.
În legislatura 2004-2008, Valentin Dinescu a fost membru în grupurile parlamentare de prietenie cu Republica Venezuela, Republica Algeriană Democratică și Populară, Republica Portugheză, Regatul Unit al Marii Britanii și Irlandei de Nord, Republica Cuba și Republica Tunisiană. În legislatura 2004-2008, Valentin Dinescu a înregistrat 452 de luări de cuvânt, a inițiat 152 de propuneri legislative din care 8 au fost promulgate lege și a fost membru în comisia economică, industrii și servicii (din iun. 2007), în comisia juridică, de numiri, disciplină, imunități și validări (feb. 2006 - iun. 2007), în comisia pentru cercetarea abuzurilor, combaterea corupției și petiții (până în feb. 2007) și în comisia specială pentru modificarea și completarea Regulamentului Senatului.

## Legături externe
- Valentin Dinescu Arhivat în 27 aprilie 2016, la Wayback Machine. la cdep.ro